# Europsko prvenstvo gluhih u rukometu 1980.
Europsko prvenstvo gluhih u rukometu 1980. godine bilo je 2. europsko prvenstvo u športu rukometu za gluhe osobe.
Održalo se je od 27. travnja do 3. svibnja 1980. godine u Švicarskoj u Zürichu.

## Sudionici
Natjecale su se ove reprezentacije: Švedska, Danska, Norveška, Njemačka, Italija i Švicarska.

## Završni poredak
Završni poredak.
| Momčadi |          |
| Zlato   | Švedska  |
| Srebro  | Danska   |
| Bronca  | Norveška |
| 4.      |          |
| 5.      |          |
| 6.      |          |

| Europski prvaci 1980. |
| --------------------- |
| Švedska Drugi naslov  |